# すなあそび
『すなあそび』は、日本の砂アニメ。1995年制作。1話5分。
NHK教育のプチプチ・アニメにて放送された（度々放送される事がある）。 

## スタッフ
- アニメーション : 飯面雅子
- 音楽 : 『はじめの一歩』
  - 作詞 : 小西一弘
  - 作曲 : つのごうじ
  - 歌 : ピタゴラス